# Гуріно
Гу́ріно (рос. Гурино) — присілок у складі Режівського міського округу Свердловської області.
Населення — 4 особи (2010, 2 у 2002).
Національний склад станом на 2002 рік: росіяни — 50 %, татари — 50 %.